# Амбіполярна дифузія
Амбіполярна дифузія — одночасна дифузія різнойменних заряджених частинок у квазінейтральному середовищі. Зокрема така дифузія характерна для плазми, в якій одночасно рухаються електрони та йони. Попри те, що частинки різного заряду мають різні коефіцієнти дифузії, кулонівська взаємодія між ними призводить до того, що дифузія швидких частинок сповільнюється, а дифузія важких прискорюється. В умовах, коли зберігається квазінейтральність, загальний коефіцієнт дифузії має проміжне значення.
При амбіполярній дифузії виникає електричне поле, пропорційне градієнту концентрації частинок. 

## Теорія
Найпростіше розглянути амбіполярну дифузію для двокомпонентної плазми без магнітного поля. Струми електронів та йонів задаються формулами: 
{\displaystyle j_{e}=-\mu _{e}n_{e}E-D_{e}{\frac {\partial n_{e}}{\partial x}},}
{\displaystyle j_{i}=+\mu _{i}n_{i}E-D_{i}{\frac {\partial n_{i}}{\partial x}},}
де {\displaystyle j_{e}} та {\displaystyle j_{i}} - електронний та йонний струм, відповідно, {\displaystyle n_{e}} та {\displaystyle n_{i}} - концентрації електронів та йонів, {\displaystyle \mu _{e}} та {\displaystyle \mu _{i}} - рухливості, {\displaystyle D_{e}} та {\displaystyle D_{i}} - коефіцієнти дифузії. 
В умовах квазінейтральності концентрації електронів та йонів рівні: {\displaystyle n_{e}=n_{i}=n}, а сумарний електричний струм дорівнює нулю. Тоді, 
{\displaystyle E={\frac {D_{i}-D_{e}}{\mu _{i}+\mu _{e}}}{\frac {1}{n}}{\frac {\partial n}{\partial x}}},
а сумарний коефіцієнт дифузії 
{\displaystyle D_{a}={\frac {\mu _{i}D_{e}+\mu _{e}D_{i}}{\mu _{e}+\mu _{i}}}}.
Рухливість електронів зазвичай набагато більша від рухливості йонів, тому наближено 
{\displaystyle D_{a}=D_{i}+{\frac {\mu _{i}}{\mu _{e}}}D_{e}}.
Використовуючи співвідношення Ейнштейна, коефіцієнт амбіполярної дифузії матиме вигляд: 
{\displaystyle D_{a}=D_{i}+{\frac {D_{i}}{T_{i}}}{\frac {T_{e}}{D_{e}}}D_{e}=D_{i}\left(1+{\frac {T_{e}}{T_{i}}}\right)},
де {\displaystyle T_{i}} та {\displaystyle T_{e}}  - температури йонної та електронної компонент плазми, відповідно. У разі коли ці температури однакові, коефіцієнт амбіполярної дифузії удвічі більший від коефіцієнта дифузії іонів. 